# Zasada ekwipartycji energii

Ruchy cieplne w cząsteczce peptydu o kształcie helisy alfa. Drgania są przypadkowe, energia każdego atomu może się nagle zmieniać. Mimo tego zasada ekwipartycji pozwala obliczyć średnią energię kinetyczną każdego atomu, a także średnie energie potencjalne dla wielu modów drgań. Kulki szare, czerwone i niebieskie przedstawiają odpowiednio atomy węgla, tlenu i azotu, zaś małe białe kulki – atomy wodoru.

Zasada ekwipartycji energii – zasada termodynamiczna mówiąca (w oparciu o mechanikę statystyczną i mechanikę Newtona), że dostępna energia, jaką dysponuje cząsteczka (np. gazu), rozkłada się „po równo” na wszelkie możliwe sposoby (tzw. stopnie swobody) jej wykorzystania – niezależnie od tego, czy jest to stopień swobody związany z energią obrotu, ruchu postępowego, czy związany z drganiami cząstek. Zgodnie z tym prawem średnia energia cząstki (energia o charakterze wewnętrznym, niezwiązana z ruchem całego układu) wynosi:
{\displaystyle \langle E\rangle ={\frac {f}{2}}kT,}
gdzie:
{\displaystyle T} – temperatura układu w kelwinach,
{\displaystyle k} – stała Boltzmanna,
{\displaystyle f} – liczba stopni swobody cząsteczki:
{\displaystyle f=3} dla cząsteczek jednoatomowych (np. gazy szlachetne),
{\displaystyle f=3+2+2(3A-5)=6A-5} dla cząsteczek liniowych (kolejno: ruchy postępowe, ruchy obrotowe, drgania wewnątrz cząsteczki),
{\displaystyle f=3+3+2(3A-6)=6A-6} dla cząsteczek nieliniowych,
{\displaystyle A} – liczba atomów cząsteczki.